# Cyril Jonard
Pour les articles homonymes, voir Jonard.
Cyril Jonard est un judoka français, né le 23 février 1976 à Eymoutiers (Haute-Vienne). Atteint du syndrome d'Usher, sourd et malvoyant, il participe aux épreuves internationales pour judokas aveugles et déficients visuels. Il participe également aux épreuves pour judokas sourds et malentendants.
Il combat dans la catégorie des -81kg et détient le grade de 6ème Dan.

## Carrière sportive
Jonard participe aux Jeux paralympiques d'été de 2004 à Athènes, et remporte la médaille d'or dans la catégorie des moins de 81 kilos en battant le Japonais Yuji Kato (en) par ippon en quelques secondes. Il est alors décoré chevalier de la Légion d'honneur.
Jonard représente de nouveau la France aux Jeux paralympiques d'été de 2008 à Pékin, et remporte l'argent dans la catégorie des moins de 81 kg, battu en finale par le Cubain Isao Cruz Alonso (en). Durant cette édition des Jeux, il se blesse au genou, mais attend de nombreuses années avant de se faire opérer, continuant de combattre avec des tendons rompus.
Il concourt également aux Deaflympics d'été de 2009 et aux Deaflympics d'été de 2013 et emporte trois médailles d'argent.
À l'âge de 40 ans, il participe à nouveau aux Jeux paralympiques, en 2016 à Rio, toujours dans la catégorie des moins de 81 kg. Il est éliminé en quart de finale.
En 2022, il obtient un dixième titre de champion du monde à Bakou, vingt-sept ans après le premier, remporté en 1995 à Miami.
En 2024, à 48 ans, il participe aux Jeux paralympiques de Paris dans la catégorie des moins de 90 kg où il décroche la médaille de bronze.

## Famille
Il est marié à Cécilia qu'il a rencontrée au Brésil, avec qui il a une fille, Athéna, prénommée ainsi en hommage aux premiers Jeux Paralympiques auxquels il a participé. Il a aussi un fils, Naoki, né en 2018.

## Palmarès

### Jeux paralympiques
- Champion Paralympique en 2004 à Athènes,  Grèce
- Vice-champion Paralympique en 2008 (-81 kg) à Pekin,  Chine
- Médaillé de bronze Paralympique en 2024 (-90 kg) à Paris

### Championnat du Monde IBSA (International Blind Sports Association)
- Champion du Monde en 2022 à Bakou,  Azerbaïdjan.

### Mondial IMAFD (International Martial Art Federation of the Deaf)
- Champion du monde en 1995 (-78 kg) à Miami ( États-Unis)
- Champion du monde en 1997 (-78 kg) à Trondheim ( Norvège)
- Champion du monde en 1999 (-81 kg) à Buenos Aires ( Argentine)
- 3e en 1999 (toutes catégories) à Buenos Aires ( Argentine)
- 3e en 2001 à Rome ( Italie)
- Champion du monde en 2004 à Moscou ( Russie)
- Champion du monde en 2006 à Brommat ( France)
- Champion du monde en 2008 à Toulouse ( France)
- Champion du monde en 2012 à Nueva Esparta ( Venezuela)
- 2e en 2021 à Versailles ( France)

### Deaflympics
- Deaflympics d'été de 2009
  -  Médaille d'argent sur l'épreuve du Judo Homme -81 kg.
- Deaflympics d'été de 2013
  -  Médaille d'argent sur l'épreuve du Judo Homme -81 kg.
  -  Médaille d'argent sur l'épreuve du Judo Kata mixte avec Marie Robert.
- Deaflympics d'été de 2017
  -  Médaille de bronze sur l'épreuve du Judo Homme -81 kg.

### Championnat d'Europe IBSA (International Blind Sports Association)
- Champion d'Europe 2005 à Vlaardingen,  Pays-Bas.
- 3ème au championnat d'Europe 2013 à Eger,  Hongrie.
- Champion d'Europe 2015 à Odivelas,  Portugal.
- Vice-champion d'Europe 2017 à Walsall,  Angleterre.

### Championnat d'Europe DEAF
- Vice-Champion d'Europe 2019 à Brasschaat,  Belgique.

### Européen Handisport
- Champion d'Europe 2007 à Bakou,  Azerbaïdjan
- Champion d'Europe 2005 à Rotterdam,  Pays-Bas

### Handisport
- Champion de France de 2001 à 2009.

## Autres titres
- Médaille d'or aux Jeux mondiaux au Québec en 2003[Quoi ?]

- Médaille de bronze à la coupe Coupe de France des Entreprises 2008 à Paris,  France

## Décorations
- Chevalier de la Légion d'honneur (2004)[11]
- Officier de l'ordre national du Mérite (2008)[12]

## Livre
- Cyril Jonard : Un combat de chaque instant (2014)[13]